# Margot Franková
Margot Franková (16. února 1926 Frankfurt nad Mohanem – únor 1945 koncentrační tábor Bergen-Belsen) byla sestrou Anny Frankové a židovská obět holokaustu.
Když jí bylo sedm let, její židovská rodina se před nacismem uchýlila do nizozemského Amsterdamu. Po okupaci Nizozemska Německem během druhé světové války se rodina rozhodla v červenci 1942 ukrýt v zadním traktu domu, kde sídlila firma otce Otto Franka. Po dvou letech skrývání s matkou, otcem a sestrou Annou Frankovou (autorka deníku) byli prozrazeni a deportováni do koncentračních táborů.

## Zatčení a koncentrační tábor
Ráno 4. srpna 1944 vnikly do zadního traktu jednotky zelené policie (dodnes se neví, kdo byl informátorem). Vedl je Oberscharführer Karl Silberbauer ze Sicherheitsdienst (bezpečností služba). Obyvatelé byli odvezeni k výslechu, následně do tranzitního tábora Westerbork, kterým již prošlo více než 100 000 Židů. Dne 3. září byli odvezeni do vyhlazovacího tábora Auschwitz. Tam byli rozděleni podle pohlaví.
28. října byly vybrány ženy pro přesun do tábora Bergen-Belsen. Více než 8 000 žen, včetně Margot a Anny Frankových, bylo transportováno. Jejich matka Edith Franková zůstala a později zemřela.
Na začátku roku 1945 vypukla v táboře Bergen-Belsen epidemie tyfu[nepřesný odkaz]. Svědci vypověděli, že zesláblá Margot se zabila pádem z postele. Její sestra Anna zemřela o několik dní později. Odhaduje se, že se tak stalo několik týdnů před osvobozením tábora britskou armádou 15. dubna 1945.

## Smrt
Margot Franková zemřela v Koncentračním táboře Bergen-Belsen pádem z postele. Přesné datum ani příčina ale není známá.